# 綺太郎
綺太郎（Kitaro、2001年10月12日 - ）は、中華人民共和国出身のコスプレイヤー。広東省広州市在住。

## 経歴
2001年10月12日、広東省に生まれる。小さい頃からアニメが大好きだった。「インターネットでとても美しいコスプレ写真を見た」ことがきっかけでコスプレに興味を持つ。2014年、勇気を出して簡単なコスプレをしてみたのがコスプレイヤー・綺太郎の始まり。中国国内ではアニメ関連のイベント、製品展覧会、撮影会などに参加。月に5回はコスプレをする。
2018年、「コミックマーケット」に参加するため来日。2019年8月9日 - 8月12日、「コミックマーケット」（C96）に参加。キズナアイのコスプレで注目を集める。
2019年9月12日 - 9月15日、幕張メッセ（千葉市美浜区中瀬）で開催された「東京ゲームショウ2019」のデル（Dell）のブースにコンパニオンとして出演。
コスプレイヤーのえなこが大好きだったこともあり、PPエンタープライズが主催した「次世代コスプレイヤー　全国オーディション」に応募。グランプリを受賞し、同社に所属を決める。
2019年11月3日、ゴジラ誕生65周年を記念する展示会「ゴジラEXPO2019～写真で見るゴジラの歴史～in OlOl」が有楽町マルイ（東京都千代田区有楽町）で開催される。会場内で行われたコスプレ撮影会に出演（共演:宮本彩希・篠崎こころ・えなこ・火将ロシエル）。
2019年11月4日、スターライズタワー（東京都港区芝公園）でえなこ主催の第2回「チャリティー撮影会」に出演。売り上げは京都アニメーション、日本赤十字社、動物愛護団体に送られる。
2019年12月28日 - 12月31日、コミックマーケット（C97）にて、『ネコぱら』と『えなコスTV』のコラボした撮影会に出演。「バニラ」のコスプレを披露。えなこ、宮本彩希、海里、篠崎こころ、火将ロシエル、くりえみと共演。
2020年は新型コロナの影響で来日はしていないが、中国でアークナイツ、Le Ciel Bleu 〜ル・シエル・ブルー〜、山海鏡花などの公式コスプレイヤーとして活動。また、ファッション広告、ランウェイ、動画などに活動の幅を広げる。
2021年4月23日発売の『ヤングアニマル』誌9・10合併号にグラビアが掲載される。単独で雑誌に登場するのは自身初である。

## 人物・エピソード
- 「コスプレが私を変えたことは多いです。性格も明るくなったし、大勢の人と自然に交流できるようになりました」と乃木章の取材に対し語る[4]。2021年7月現在、日本語勉強中[3]
- 所属事務所のPPエンタープライズには2025年現在、えなこ、東雲うみ、よきゅーん、篠崎こころ、宮本彩希、吉田早希などがいる。

## フィルモグラフィ
- DVD
  - 『えなコスTV 1巻』（2020年6月26日、movic, ASIN:B085RZGC71）※共演:えなこ・石飛恵里花・篠崎こころ・田中絵里子
  - 『えなコスTV 4巻』（2020年9月25日、movic, ASIN:B085RZG4J7）※共演:えなこ・石飛恵里花・山吹りょう・乾曜子

## 出版
- 電子書籍
  - 『イデアの楽園』（2021年06月28日、少年画報社）
- 雑誌
  - 『ヤングガンガン』8号 （2020年4月3日）
  - 『ヤングアニマル』9・10合併号 （2021年4月23日）
  - 『ヤングキング』35巻14号 （2021年6月28日）
  - 綺太郎グラビア・天使の微笑み（2024年5月31日、白泉社、撮影：唐木貴央）[13]